# Canchis (tỉnh)
Tỉnh Canchis (tiếng Tây Ban Nha: Provincia de Canchis) là một tỉnh thuộc vùng Cusco của Peru. Tỉnh Canchis có diện tích 3999 km², dân số thời điểm theo điều tra dân số ngày 11 tháng 7 năm 1993 là 94962 người. Tỉnh lỵ đóng ở Sicuani.